# Isolde (film)
Isolde er en dansk film fra 1989.
- Manuskript Jytte Rex, Henrik Jul Hansen og Christian Braad Thomsen.
- Instruktion Jytte Rex.

Blandt de medvirkende kan nævnes:
- Pia Vieth
- Claus Flygare
- Bodil Lassen
- Thomas Mørk
- Carsten Bang
- Claus Nissen
- Preben Lerdorff Rye
- Tove Maës
- Gerda Gilboe